# Casa de Iorque
A Casa de Iorque ou Dinastia de Iorque (em inglês: House of York) foi uma casa real inglesa do século XV, e uma das facções beligerantes da Guerra das rosas contra a Dinastia de Lencastre. O seu nome deriva do facto dos seus membros descenderem de Ricardo, Duque de Iorque e o seu símbolo era uma rosa branca.
No fim da Guerra das Rosas, Isabel de Iorque casou-se com o rei Henrique VII de Inglaterra, um lancastriano, e os seus descendentes reinaram e formaram a Casa de Tudor.

## Reis de Inglaterra
| Nome                                                   | Imagem | Nascimento                                                           | Morte                | Casamento(s)                                 |
| ------------------------------------------------------ | ------ | -------------------------------------------------------------------- | -------------------- | -------------------------------------------- |
| Eduardo IV 4 de março de 1461 - 3 de outubro de 1470   |        | 28 de abril de 1442 Filho de Ricardo Plantageneta e Cecília Neville  | 9 de abril de 1483   | Isabel Woodville 1 de maio de 1464 10 filhos |
| Eduardo V 9 de abril de 1483 - 26 de junho de 1483     |        | 2 de novembro de 1470 Filho de Eduardo IV e Isabel Woodville         | c. 1483              | Não se casou                                 |
| Ricardo III 26 de junho de 1483 - 22 de agosto de 1485 |        | 2 de outubro de 1452 Filho de Ricardo Plantageneta e Cecília Neville | 22 de agosto de 1485 | Ana Neville 12 de julho de 1472 1 filho      |

## Duques de Iorque
| Nome                                                           | Imagem | Nascimento                                                                                      | Morte                  | Casamento(s)                                                             |
| -------------------------------------------------------------- | ------ | ----------------------------------------------------------------------------------------------- | ---------------------- | ------------------------------------------------------------------------ |
| Edmundo de Langley 1385 – 1402                                 |        | 5 de junho de 1341 filho de Eduardo III de Inglaterra e Filipa de Hainault                      | 1 de agosto de 1402    | Isabel de Castela 1372 3 filhos Joana Holland 1393 Sem descendência      |
| Eduardo de Norwich 1 de agosto de 1402 - 25 de outubro de 1415 |        | 1373 Filho de Edmundo de Langley e Isabel de Castela                                            | 25 de outubro de 1415  | Beatriz de Portugal Filipa de Mohun Sem descendência                     |
| Ricardo Plantageneta 1415 – 1460                               |        | 21 de setembro de 1411 filho de Ricardo de Conisburgh, 3.º Conde de Cambridge e Ana de Mortimer | 30 de dezembro de 1460 | Cecília Neville 1424 13 filhos                                           |
| Eduardo Platageneta 1460 – 1461                                |        | 28 de abril de 1442 Filho de Ricardo Plantageneta e Cecília Neville                             | 9 de abril de 1483     | Isabel Woodville 1 de maio de 1464 10 filhos                             |
| Ricardo de Shrewsbury 1474 - 1483                              |        | 17 de agosto de 1473 Filho de Eduardo IV e Isabel Woodville                                     | c. 1483                | Ana de Mowbray, 8.º Condessa de Norfolk 15 de janeiro de 1478 Sem filhos |

## Outros membros
- Isabel de Iorque, filha de Eduardo IV, esposa de Henrique VII de Inglaterra, o primeiro rei da Casa de Tudor, e mãe de Henrique VIII de Inglaterra;
- Jorge, Duque de Clarence, irmão de Eduardo IV e de Ricardo III, foi marido de Isabel Neville, irmã de Ana Neville, esposa de Ricardo. Se rebelou contra o irmão Eduardo e foi executado;
- Margarida de Iorque, irmã de Eduardo IV e de Ricardo III, esposa de Carlos, Duque da Borgonha.